# Clubiona opeongo
Clubiona opeongo este o specie de păianjeni din genul Clubiona, familia Clubionidae, descrisă de Edwards, 1958. Conform Catalogue of Life specia Clubiona opeongo nu are subspecii cunoscute.